# دان براندنبيرغ
دان براندنبيرغ (بالهولندية: Daan Brandenburg)‏ هو لاعب شطرنج هولندي، ولد في 14 نوفمبر 1987 في ليليستاد في هولندا.

## وصلات خارجية
- دان براندنبيرغ على موقع الاتحاد الدولي للشطرنج (الإنجليزية)
- دان براندنبيرغ على موقع مباريات الشطرنج (الإنجليزية)
- دان براندنبيرغ على موقع 365Chess.com (الإنجليزية)
- دان براندنبيرغ على موقع Chesstempo.com (الإنجليزية)